# لیو یوکسین (خواننده)
لیو یوکسین (کره‌ای: 류위신 ; متولد ۲۰ آوریل ۱۹۹۷)، معروف به شین لیو، خواننده، رقصنده و تهیه‌کننده چینی متولد استان گوئیژو است. [1] در اواخر سال ۲۰۲۱، شین فعالیت انفرادی خود را آغاز کرد. آلبوم "اپسیلون" و "Xanadu" او در صدر بیلبوردهای چینی قرار دارد. شین همچنین اولین کاپیتان زن رقص خیابانی چین (فصل ۵) است.
شین (قومیت: مانچو)، در ۲۰ آوریل ۱۹۹۷، در گوئیژو، چین به دنیا آمد. مادر او یک هنرپیشه اپرا در سطح ملی و متخصص در کونکو بود. پدرش در صنعت موسیقی کلاسیک چین کار می‌کرد. پدربزرگ او قبل از بازنشستگی در یک گروه اپرای پکن کار می‌کرد. لیو از دوران کودکی خود با مادرش برای اجراهای مختلف سفر می‌کرد. او برای مدت کوتاهی رقص باله را آموخته بود و در کلاس ۸ امتحان پیانو در چین قبول شد.